# حازم باك
حازم نعوم عبد المسيح باك مصور فوتوغرافي وصحفي عراقي.

## نشأته
ولد المصور الصحفي حازم باك في الموصل سنة 1936/11/21 من عائلة مسيحية من طائفة السريان الكاثوليك وكانت عائلته معروفة في الموصل وخاصتا وان والده كان السيد نعوم باك من مركبي الاسنان المعروفين في الموصل. اكمل دراسته الابتدائية والاعدادية في الموصل ومن ثم انتقل مع عائلته إلى بغداد نهاية الخمسينيات.

## بداياته
بدء حبه في التصوير منذ ان امتلك أول كاميرا في حياته وهي من اهداء والده له ومن ذلك الوقت بدء بتصوير الاماكن المصلاوية القديمة والحياة العامة وبعد انتقاله إلى بغداد بدء يطور هوايته في التصوير حيث بدء يصل إلى الاحتراف فعمل في الصحافة وواكبت عدسته الملوك والرؤساء على مدى أربعة عقود فصور الملك فيصل الثاني والرئيس عبدالكريم قاسم وومن اتى من بعدهم. شارك في العديد من المعارض المحلية والعربية والعالمية واحرز مراكز متقدمة في المسابقات.اكمل عدة دورات دراسية خارج العراق لدراسة التصوير الفوتوغرافي وحصل على شهادات الدبلوم بالتصوير الملون من بريطانيا وسويسرا وإيطاليا والمانييا، كما منح شهادة أستاذ تصوير عالمي من أمريكا. افتتح أول ستديو تصوير له باسم عائلته ستديو باك اواخر الخمسينيات من القرن المنصرم في منطقة السعدون وكان من الاستديوهات المعروفة جدا في تلك الايام إلى ان افتتح منتصف السبعينيات فرعه الثاني والذي كان عبارة عن مختبر لطباعة الصور وكان مختبر كبير جدا يقصده اغلبية مصوري بغداد وباقي المحافظات العراقية لطباعة صورهم فيه، حيث كان أول من ادخل الطباعة الملونة للصور وكانت طفرة نوعية في إنتاج الصور باحدث الاجهزة الايطالية واليابانية وبجميع الاحجام.اما فرعه الثالث وكان بداية التسعينيات فكان ستديو باك للتصوير الملون وكان موقعه في شارع العلوية ساحة كهرمانة في بغداد وكان طفرة كبيرة في عالم الاستديوهات حيث كان يحوي على أكبر صالة للتصوير الداخلي وباحدث اجهزة الإنارة والخلفيات الحديثة انذاك، حيث كانت مساحة الصالة فقط أكبر من 15 متر مربع. وكان يقصده الفنانين والأسماء العراقية المشهورة.

## مؤلفاته
بالرغم من انه كان مصور فانه كان كاتب صحفي ومؤرخ وكانت له عدة مؤلفات في التصوير الفوتوغرافي وهي:
- كتاب تحميض وطبع الافلام والصور بالاسود والابيض سنة 1978 بغداد
- كتاب تحميض وطبع الافلام والصور بالاسود والابيض سنة 1985 بغداد
- كتاب التصوير بالالوان للهواة والمحترفين سنة 1987 بغداد

## وفاته
عانا الفنان حازم باك من مرض السكر المزمن وساءت حالته إلى ان توفى سنة 2001/1/18 في بغداد لاصابته بجلطة دماغية حادة عن عمر يناهز الخامسة والستون عاما.

## وصلات خارجية
"حازم%20باك"&hl=ara دار الكتب والوثائق العراقية
مدونة الدكتور إبراهيم العلاف.. تاريخ التصوير الفوتوغرافي في العراق
http://www.alsabaah.iq/ArticlePrint.aspx?ID=59469